# Mesterdetektiven Basil Mus
Mesterdetektiven Basil Mus er en Disney tegnefilm fra 1986 bygget over historierne om Sherlock Holmes.

## Medvirkende
Denne liste er ufuldstændig; hjælp gerne med at udfylde den.